# Harbour Breton
Harbour Breton est une municipalité de Terre-Neuve-et-Labrador.

## Géographie
Située sur la côte sud de Terre-Neuve, au bout de la route 360, provenant de Grand Falls-Windsor à 200 km vers le nord, Harbour Breton domine la côte de la Connaigre Bay et de la Deadman Bight.

### Climat
| Mois                                  | jan.      | fév.     | mars     | avril    | mai       | juin      | jui.     | août      | sep.      | oct.      | nov.     | déc.     | année          |
| ------------------------------------- | --------- | -------- | -------- | -------- | --------- | --------- | -------- | --------- | --------- | --------- | -------- | -------- | -------------- |
| Température minimale moyenne (°C)     | −7,6      | −7,8     | −5,3     | −0,6     | 3         | 6,8       | 11,2     | 13,1      | 9,9       | 5,4       | 0,7      | −3,9     | 2,1            |
| Température moyenne (°C)              | −4,1      | −4,3     | −2       | 2,4      | 6,5       | 10,1      | 14,1     | 15,9      | 13        | 8,2       | 3,6      | −0,8     | 5,2            |
| Température maximale moyenne (°C)     | −0,5      | −0,8     | 1,3      | 5,5      | 10        | 13,4      | 17       | 18,7      | 15,9      | 11,1      | 6,5      | 2,4      | 8,4            |
| Record de froid (°C) date du record   | −19 1991  | −24 1990 | −23 1986 | −14 1994 | −6 1992   | −0,5 1994 | 2,5 1992 | 4,5 1995  | −1 2002   | −5,5 1984 | −12 1993 | −18 1984 | −24 3/2/1990   |
| Record de chaleur (°C) date du record | 12,5 2006 | 11 1998  | 16 1999  | 17 1986  | 20,5 1992 | 25 1995   | 26 1999  | 27,5 1993 | 26,5 2003 | 22 2000   | 17 2000  | 12 1984  | 27,5 10/8/1993 |
| Précipitations (mm)                   | 111,7     | 120,2    | 102,2    | 125,3    | 117,4     | 138,3     | 119,1    | 93        | 139,5     | 147,2     | 149,8    | 121,5    | 1 485,1        |
| dont neige (cm)                       | 48,5      | 37,1     | 24,9     | 7,6      | 1,2       | 0         | 0        | 0         | 0         | 0,1       | 6,5      | 34,8     | 160,7          |
| Nombre de jours avec précipitations   | 13,2      | 10,8     | 9,4      | 10,1     | 12,1      | 12,8      | 14,4     | 12,5      | 12,9      | 13,8      | 14,1     | 13       | 148,8          |
| Nombre de jours avec neige            | 8,5       | 6,6      | 4,3      | 1,8      | 0,14      | 0         | 0        | 0         | 0         | 0,04      | 1,5      | 6,4      | 29,3           |

| Diagramme climatique                                  |               |              |              |          |              |             |            |              |              |             |              |
| J                                                     | F             | M            | A            | M        | J            | J           | A          | S            | O            | N           | D            |
| −0,5−7,6111,7                                         | −0,8−7,8120,2 | 1,3−5,3102,2 | 5,5−0,6125,3 | 103117,4 | 13,46,8138,3 | 1711,2119,1 | 18,713,193 | 15,99,9139,5 | 11,15,4147,2 | 6,50,7149,8 | 2,4−3,9121,5 |
| Moyennes : • Temp. maxi et mini °C • Précipitation mm |               |              |              |          |              |             |            |              |              |             |              |

## Démographie
| 2001  | 2006  | 2011  | 2016  |
| ----- | ----- | ----- | ----- |
| 2 079 | 1 877 | 1 711 | 1 634 |

## Histoire
En 1776, alors que la ville est devenue anglaise, le capitaine James Cook déclare qu'il s'agit de la plus belle et la plus prospère des communautés de baie Fortune.
Harbour Breton est connu pour sa riche histoire de pêche. Cependant, la première grande entreprise à occuper ce poste a été Newman & Co. Basée en Angleterre et réputée pour son vin de porto, cette entreprise a reconnu la valeur du climat marin de la ville dans son processus de vieillissement.
Harbour Breton a une histoire de pêche remarquable, notamment avec des sociétés telles que Fishery Products International (FPI), qui s’est retirée de la ville en avril 2005. Le groupe de sociétés Cookes a rénové l’usine utilisée par FPI et a rouvert ses portes en décembre 2006. Cooke Aqua a démarré en 2008 une usine de traitement du saumon à Harbour Breton dans l'usine du groupe Bill Barry, qui employait environ 150 personnes. Elle a fermé ses portes le 31 janvier 2014, le groupe Barry n'ayant pas renouvelé son contrat de location avec Cook Aqua. Barry Group Inc. a ouvert une usine de fabrication de farine de poisson à Harbour Breton en 2017.
Au recensement de 2016, on y a dénombré une population de 1 634 habitants.